# Pematang Pane
Pematang Pane is een bestuurslaag in het regentschap Simalungun van de provincie Noord-Sumatra, Indonesië. Pematang Pane telt 1392 inwoners (volkstelling 2010).